# Gnophos lutipennaria
Gnophos lutipennaria là một loài bướm đêm trong họ Geometridae.